# Esmée Bulnes
Esmée Margarita Fernández de Bulnes (Rock Ferry, 1900 – Rimini, 1986) è stata una ballerina, direttrice artistica, coreografa e maitresse de ballet britannica naturalizzata argentina.

## Biografia
Nata nel Cheshire, Esmée Bulnes si formò a Londra sotto Enrico Cecchetti e Giuseppina de Maria, per poi perfezionarsi a Parigi con Ljubov' Nikolaevna Egorova. A Buenos Aires continuò gli studi con Reed de Bideleux. Successivamente studiò regia e coreografia con Adolph Bolm e Bronislava Fominična Nižinskaja. Dopo aver insegnato a lungo alla scuola di danza del Teatro Colón. Negli anni cinquanta si trasferì in Italia e dal 1954 al 1962 fu direttrice del corpo di ballo del Teatro alla Scala.